# Видцельд том Брок
Видцельд том Брок (нем. Widzeld tom Brok; ум. 25 апреля 1399) был старшим, но незаконнорожденным сыном хофтлинга (вождя)  Окко I том Брока и правил как преемник своего отца на посту хофтлинга Брокмерланда и Аурихерланда в Восточной Фризии от имени своего несовершеннолетнего сводного брата Кено.

## Биография
Имя матери Видцельда том Брока неизвестно. Поскольку в Священной Римской империи все права на детей имел отец, а мать в этом отношении не имела никаких прав, Видцельд воспитывался при дворе своего отца Окко в Олде Борге (сегодня Олдеборг в коммуне Зюдброкмерланд, район Аурих). Его отец был убит в 1389 году возле от своего замка в Аурихе.
Поскольку его сводный брат Кено ещё не достиг совершеннолетия (возраст совершеннолетия по закону варьировался от 12 до 16 лет), Видцельд том Брок взял на себя регентское правление вместе со своей мачехой Фёлке Кампаной. Видцельд заключил союз с Фолкмаром Алленой. Ленная зависимость от герцога Альбрехта Баварского, изначально оформленная отцом Видцельда Окко, по видимому, продолжалась. Тогда Окко предложил герцогу свои владения в качестве лена, что многие восточные фризы считали нарушением фризской свободы.
С 1395 года Северное море стало полем деятельности виталийских братьев. Они нашли признание и поддержку, особенно на фризских землях, поскольку хорошо служили фризам в их борьбе против герцога Альбрехта. В 1396 году отношения между герцогом Альбрехтом и Видцельдом изменились, когда виталийские братья были приняты в Мариенхафе.
Герцог Альбрехт Баварский поставил перед собой цель подчинить себе фризов. В 1396 году он и его сын Вильгельм предприняли против них поход, но особого успеха не добились.
Однако в 1398 году, когда Альбрехт снова сражался с фризами, Остерго и Вестерго были вынуждены подчиниться ему, и только северо-восток сохранил свою независимость. Тогда больше всех поддерживал фризов Гронинген, чтобы сохранить свою давнюю торговую зону. В этих войнах виталийские братья сослужили фризам хорошую службу, опустошив прибрежные территории герцога Альбрехта. Видцельд также разрешил им допуск к Мариенхафе. Виталийские братья парализовали торговлю, что нанесло серьёзный ущерб, в частности, Ганзе. Она решила действовать. Видцельд своевременно заметил опасность, грозившую ему из Ганзейского союза как покровителю виталийских братьев. Он заявил герцогу Альбрехту и Ганзейскому союзу, что в будущем не потерпит никаких пиратов в своих землях, если ему будет предоставлена амнистия. Ещё одной причиной этого шага Видцельда были события во фризских землях в те дни. С поражением Остерго и Вестерго в 1398 году богатые и могущественные люди должны были подчиниться герцогу (это были кланы Хемстра, Камминга, Виарда в Вестерго и Остерго, Гоккинга, Хауверда, Онста, Верхильдена, Эйсинга, Снелгерсон и Виббен во Фрисландии между Лауэрсом и Эмсом). Они передали свои владения герцогу Альбрехту, чтобы получить их обратно от него в качестве лена.
Видцельд и Фолкмар Аллена также стали вассалами герцога. В 1398 году оба хофтлинга находились в Гааге. Герцог пообещал им свою защиту для всех их владений и будущих завоеваний. Они, в свою очередь, обязались заставить Гронинген подчиниться герцогу, и в случае успеха он позволит им помочь ему в назначении тамошних властей.
В апреле 1399 года Видцельд вступил в спор с аббатом Фокко фон Тедингеном из-за того, что тот незаконно укрепил свой монастырь. Видцельд захватил монастырь, попал в засаду возле Детерна и укрылся со своими людьми в местной церкви. Его враги подожгли церковь, и Видцельд задохнулся и сгорел вместе со своими людьми в церкви.
Из-за смерти Видцельда Ганзейскому союзу не пришлось вмешиваться военным путем во фризские отношения, тем более что предпочтение отдавалось избавлению Балтийского моря от пиратов. Тем не менее, Ганза продолжила переговоры. На Ганзейском дне в Нюкьёбинге, который проходил в сентябре 1399 года, было решено написать письма покровителям виталийских братьев, таким как Кено, с просьбой больше не укрывать пиратов на их землях.
Молодой Кено том Брок, действующий на то время хофтлинг, выполнил эту просьбу. Альмер, капеллан Кено, появился на Ганзейском дне в Любеке 2 февраля 1400 года и заявил, что Кено готов изгнать виталийских братьев, если ему будет дарована амнистия. После того, как Ганза дала в этом гарантии, к середине марта пираты были изгнаны из земель Брокмерланда.